# Qinglong
Qinglong (en chino, 晴隆; pinyin, Qíng·Lóng, léase Ching-Long) es un condado bajo la administración directa de la Prefectura Qianxinan en la Provincia de Guizhou, República Popular China.  Su área es de 1309 km² y su población total para 2010 superó los 240 000 habitantes.

## Administración
Desde julio de 2020, el  condado Qinglong se divide en dieciséis pueblos que se administran en cuatro subdistritos, ocho poblados, tres villas y una villa étnica.